# Ахмед, Абдивели Шейх
Абдивели Шейх Ахмед (сомал. Cabdiweli Sheekh Axmed, араб. عبدالولي الشيخ أحمد‎; род. октябрь 1958, Бардера), также известен как Абдивели Шейх Ахмед Мухаммад — сомалийский экономист и политик. Ранее он работал в военном правительстве Сомали в качестве специалиста по маркетингу скота, а затем занимал в основном руководящие должности в ряде международных организаций, включая Всемирный банк, USAID, Африканский союз / IBAR, Европейский союз, Банк Канады, COMESA, и Исламский банк развития в Джидде.
С декабря 2013 года по декабрь 2014 года Ахмед занимал пост премьер-министра Сомали. За время своего пребывания в должности он провёл ряд внутренних реформ в рамках местного процесса постконфликтного развития. Среди этих инициатив были разработка рабочего плана в рамках «Vision 2016» и в соответствии с Соглашением о новом курсе и целями мира и стабилизации, создание новой целевой группы и комитетов по безопасности, принятие нового закона о борьбе с терроризмом, развитие стабилизации инициативы для освобождённых районов, начало переговоров о национальном примирении, открытие нового офиса для религиозных стипендий, Академии авиационной подготовки и метеорологического института в столице Сомали Могадишо, проведение обследования оценки населения Сомали (PESS) совместно с федеральным министерством планирования и международного сотрудничества утверждение нового закона о СМИ, назначение новых министерских подкомитетов в рамках Федерального кабинета министров, создание новой независимой Комиссии по пересмотру и осуществлению Конституции в составе пяти членов, а также принятие закона о создании новой Национальной избирательной комиссии и Комиссии по границам и федерализации.
Ахмед стремился укрепить двустороннее сотрудничество с Объединёнными Арабскими Эмиратами в областях наращивания потенциала и восстановления государственных институтов, подтвердил участие Сомалийских вооружённых сил в региональной совместной программе обороны EASF, ратифицировал три основные конвенции Международной организации труда от имени Федеративной Республики Сомали, принял Конвенцию ООН о правах ребёнка и подписал первую Национальную индикативную программу (НПИ) между Сомали и Европейским союзом.
С февраля 2015 года Ахмед является председателем Сомалийского форума за единство и демократию.

## Биография

### Личная жизнь
Абдивели Шейх Ахмед родился в 1959 году в Бардере, регион Джубаленд. Происходит из клана Марехан Дарод.
В 1991 году в Сомали началась гражданская война. В связи с этим Ахмед вскоре переехал в Канаду. У него есть двойное гражданство Сомали и Канады.
Кроме того, Ахмед жил и работал в ряде других стран, включая Эфиопию, Джибути, Египет, Йемен, Саудовскую Аравию, Объединённые Арабские Эмираты, Замбию, Кению и Малайзию.
Свободно говорит на сомалийском, арабском, итальянском и английском языках. Также хорошо владеет французским языком.
Женат, имеет детей.

### Образование
Ахмед получил степень по экономике в Сомалийском национальном университете в Могадишо.
Позже он учился в Алгонкин-колледже в Оттаве, где получил диплом в области компьютерного программирования.
Впоследствии Ахмед поступил в Оттавский университет. Там он получил степень магистра экономики. В том же учреждении Ахмед также был кандидатом наук по международной торговле и развитию.
Кроме того, Ахмед имеет несколько профессиональных дипломов государственных учреждений США и других стран. Среди них диплом по управлению проектами Министерства сельского хозяйства США (USDA), диплом по планированию и оценке проектов от SIDAM и диплом по управлению здоровьем животных Министерства сельского хозяйства США и Службы инспекции здоровья животных и растений (APHIS).

### Ранняя карьера
Ахмед является экономистом специализированных агентств: Экономической комиссии для Африки, ЭКОВАС, Организации исламского сотрудничества, Межправительственного органа по развитию, Африканского банка развития, Совета сотрудничества арабских государств, Азиатского банк развития, Глобальной инициативы альянса засушливых земель, Межучрежденческой группы доноров, ОПЕК и арабских фонды развития (Саудовский фонд, Кувейтский фонд, Катарский фонд). Кроме того, он предпринял много международных работ и дипломатических миссий.
С 1984 по 1990 год в Могадишо Ахмед был генеральным директором Агентства по маркетингу и здравоохранению животноводства.
В период с 1991 по 1998 год он занимал должность главного исполнительного директора MISK Enterprises, компании-экспортёра домашнего скота с штаб-квартирами в Джибути, Сане и Найроби.
Позже с 1998 по 2003 год Ахмед работал аналитиком по экономике международного развития и торговли в Банке Канады и Университете Оттавы.
В 2003—2006 годах он также был менеджером программы Межафриканского бюро по животноводческим ресурсам Африканского союза (IBAR) — Комиссии по торговле животноводством Красного моря.
Впоследствии Ахмед работал старшим советником по животноводству и пастбищному хозяйству Общего рынка Восточной и Южной Африки в Лусаке в период с 2007 по 2009 год.
С 2010 по 2013 год Ахмед работал старшим специалистом по сельскому хозяйству и развитию сельских районов Исламского банка развития в Джидде. Он был частью Департамента сельского хозяйства и развития животноводства организации.
До назначения на должность премьер-министра Ахмед не имел предыдущего политического опыта.

## Премьер-министр Сомали

### Назначение
12 декабря 2013 года президент Сомали Хасан Шейх Махмуд объявил Федеральному парламенту, что он назначил Ахмеда новым премьер-министром страны вместо Абди Фараха Ширдона.
21 декабря законодатели одобрили выбор: 239 из 243 депутатов проголосовали за назначение Ахмеда на посту премьер-министра, 2 депутата проголосовали против, и ещё 2 воздержались. Специальный представитель ООН в Сомали Николас Кей поздравил премьер-министра Ахмеда с его назначением и пообещал продолжать поддерживать усилия Федерального правительства Сомали по установлению мира и государственного строительства.

### Кабинет
Впоследствии Ахмед начал консультации о назначении нового кабинета, который затем будет представлен парламенту на утверждение. В начале января 2014 года для формирования нового Совета министров он потребовал продления крайнего срока на 10 дней. За это предложение парламент единогласно проголосовал 11 января. 14 января парламент отклонил предложение о лишении должностных лиц из кабинета бывшего премьер-министра Ширдона права вступать в предстоящий Совет министров Ахмеда. И премьер-министр Ахмед, и президент Махмуд провели кампанию среди законодателей, чтобы отклонить это предложение. 113 депутатов проголосовали за то, чтобы голосование по предложению не проводилось, 99 — за голосование по предложению, 6 — воздержались.
17 января 2014 года, после совещания с президентом Махмудом, другими сомалийскими лидерами и федеральными законодателями и согласования состава кабинета Ахмед созвал новый, более крупный Совет министров, состоящий из 25 министров, 25 заместителей министров и 5 государственных министров. Из предыдущей администрации Ширдона остались только два члена кабинета министров.
21 января 2014 года, накануне вотума доверия новому Совету министров, Ахмед представил Федеральному парламенту свою правительственную программу. Он указал, что новая администрация сосредоточит внимание на укреплении государственных институтов, особенно в секторе безопасности. С этой целью Ахмед объявил, что количество действующих сомалийских военных солдат будет увеличено до 28 000, включая 25 000 пехотинцев, 2 000 военно-морских офицеров и 1 000 офицеров ВВС. Он также пообещал вытеснить боевиков из их оставшихся опорных пунктов на юге Сомали.
21 января 2014 года законодатели в целом одобрили новый Совет министров Ахмеда. Спикер парламента Мохамед Осман Джавари объявил, что 184 из 233 депутатов, присутствовавших на законодательной сессии, поддержали кабинет, 46 проголосовали «против», а 1 депутат воздержался при голосовании.
23 января 2014 года премьер-министр Ахмед провёл своё первое официальное заседание кабинета министров. Он напомнил собравшимся министрам о своих обязанностях как государственных деятелей, отметив, что администрация должна сосредоточить внимание на укреплении сектора безопасности, ускорении институциональной реформы и улучшении предоставления услуг.

### Внутренняя политика

#### Национальный похоронный комитет Хусейна
В феврале 2014 года Ахмед назначил правительственный комитет для начала подготовки к национальным похоронам покойного премьер-министра Сомали Абдириззака Хаджи Хусейна, скончавшегося 31 января 2014 года. Заместитель премьер-министра Ридван Хирси Мохамед был назначен председателем комиссии. Одновременно Ахмед выступил с заявлением, в котором выразил соболезнования семье и друзьям Хусейна. Он описал Хусейна как «одного из ведущих сомалийских националистов XX века», отметив, что покойный государственный деятель был «ведущим членом борцов за свободу Сомалийской молодёжной лиги, а после обретения независимости стал преданным государственным служащим и политиком, который посвятил свою жизнь народу и Республике Сомали […], теперь мы должны продвигать его наследие».

#### Комитеты по безопасности и оперативная группа
В феврале 2014 года премьер-министр Ахмед изложил новую стратегию национальной безопасности своей администрации. План включает правительственный комитет, состоящий из представителей Совета министров, а также экспертов, которым поручено расследовать террористические инциденты. Также была создана целевая группа в составе членов кабинета министров, депутатов, районных администраций, сотрудников полиции и разведки, представителей деловых кругов, религиозных лидеров и гражданского общества, женских и молодёжных групп для усиления безопасности на районном уровне и содействия сотрудничеству между центральными властями. власти и граждане. Кроме того, правительство приступило к разработке проекта нового антитеррористического закона, который будет представлен на рассмотрение парламента. Также в планах было создание комитета для оценки эффективности и силы органов безопасности.

#### Инициативы по стабилизации
В марте 2014 года премьер-министр Ахмед провёл встречу со специальными представителями и послами из ООН, ЕС, Эфиопии, ОАЭ, Турции, Италии, Великобритании и США, чтобы проинформировать их о военном наступлении на террористическую группировку «Харакат аш-Шабаб» и призвать дипломатов поддержать усилия правительства по стабилизации в недавно освобождённых районах. Ахмед отметил, что в повторно захваченных стратегических городах Рабдхуре, Ваджид, Худдур и Бурдхубо ведутся операции по обезвреживанию самодельных взрывных устройств и мин, оставленных боевиками. Международные представители обязались содействовать усилиям правительства по стабилизации, а посол Турции объявил, что прямая бюджетная поддержка сомалийских федеральных властей скоро возобновится.
Государственный департамент США выступил с заявлением, в котором поддержал наступление сомалийских правительственных войск и АМИСОМ и пообещал продолжить материально-техническую, учебную и техническую поддержку более широкой военной кампании со стороны союзных сил. Специальный представитель ООН в Сомали Николас Кей также поблагодарил сомалийские федеральные власти за недавний прогресс в области безопасности и развития и подчеркнул необходимость продолжения и активизации сотрудничества между правительством Сомали и его международными партнёрами.
В начале апреля 2014 года премьер-министр Ахмед начал проводить визиты по недавно освобождённым городам в южных и центральных провинциях Сомали. В Булобурде Ахмед встретился с сомалийскими военными и командирами АМИСОМ, руководством провинции Хиран и традиционными лидерами. Он указал, что освобождённый город отныне будет получать государственные услуги, а министр национальной безопасности Гулед добавил, что федеральные власти намерены отремонтировать полицейские участки Булобурде. Затем делегация вылетела на вертолёте в Джоухар, сельскохозяйственный центр в провинции Средний Шебелле. Они посетили полицейский участок, военные базы, Мойко и другие достопримечательности, включая районы, где федеральные власти направили техническую группу для реализации стратегий смягчения последствий наводнений и ремонтировали дамбы, размытые наводнениями на реке Шебелле.

#### Офис религиозных стипендий
В марте 2014 года премьер-министр Ахмед провёл встречу с исламскими лидерами Сомали, во время которой он объявил о создании правительственного офиса для религиоведов. На встрече присутствовали заместитель премьер-министра и министр по делам религий Ридван Хирси Мохамед, министр информации Мустаф Али Духулоу, министр юстиции и конституционных дел Фарах Шейх Абдулкадир Мохамед, министр сельского хозяйства Абди Ахмед Хусейн, а также 16 религиозных деятелей. По словам Ахмеда, новое бюро призвано укрепить сотрудничество между федеральным правительством и религиозными властями и, как ожидается, будет играть ключевую роль в формировании политики и оказании влияния на широкую общественность.

#### Авиационная учебная академия
В апреле 2014 года премьер-министр Ахмед заложил фундамент новой национальной академии авиационной подготовки в Международном аэропорту Аден Адде в Могадишо. На церемонии также присутствовали министр воздушного и наземного транспорта Саид Коршел и его заместитель, министр финансов Хусейн Абди Халане, посол Турции и генеральный директор аэропорта. Ахмед указал, что новое учреждение послужит повышению потенциала авиационного персонала, работающего в аэропортах Сомали, и сосредоточит обучение внутри страны.

#### Метеорологический институт
В апреле 2014 года премьер-министр Ахмед заложил первый камень в фундамент реконструкции бывшей метеорологической школы в Могадишо. Учреждение было закрыто в начале 1990-х, после начала гражданской войны. На церемонии закладки фундамента также присутствовали министр авиации Саид Мохамед Коршель и посол Турции в Сомали Кани Турам. Ахмед поддержал перезапуск школы как возможность для сомалийских граждан получить необходимое обучение в своей стране, а не за границей.

#### Закон о борьбе с терроризмом
В апреле 2014 года премьер-министр Ахмед объявил, что Совет министров представил на утверждение Федеральному парламенту новый закон о борьбе с терроризмом. Ожидается, что закон поможет центральным властям ликвидировать «Аш-Шабааб» и другие группы, которые занимаются террористической деятельностью, позволив правительству привлекать такие экстремистские организации к юридической ответственности за их действия. Депутаты обсуждали закон о борьбе с терроризмом в течение следующих недель, прежде чем отменить его из-за несоответствий. В рамках более широкой реформы сектора безопасности 10 июля 2014 года кабинет единогласно одобрил закон о борьбе с терроризмом.

#### План работы на 2014 год
В мае 2014 года премьер-министр Ахмед представил Федеральному парламенту рабочий план своей администрации на 2014 календарный год — первый подобный ежегодный документ с начала гражданской войны в Сомали. План правительства был разработан в рамках «Vision 2016», в соответствии с Соглашением о новом курсе и целями мира и стабилизации. Он подчёркивает усиление текущих операций по обеспечению безопасности вооружёнными силами, реформу судебной системы, обзор национальной внешней политики, федерализацию, установление инклюзивных политических процессов, экономическое развитие, мобилизацию внутренних доходов, улучшение предоставления социальных услуг и повышение институционального потенциала правительства.

#### Обследование численности населения Сомали
В мае 2014 года премьер-министр Ахмед провёл в Могадишо презентацию нового обследования населения Сомали (PESS). PESS был проведён федеральным министерством планирования и международного сотрудничества, в ходе которого были собраны необработанные данные о местных сообществах из различных счётных участков по всей стране. Образцы были взяты у людей, проживающих во всех 18 административных районах Сомали, включая городские, сельские и периферийные районы. С момента начала исследования 12 июня 2013 года федеральному правительству в сборе данных помогали местные общины во всех национальных округах совместно с международными партнёрами. ЮНФПА мобилизовал ресурсы и координировал и оказывал техническую поддержку сомалийским властям, что способствовало завершению проекта PESS для всей страны. Заседание PESS завершилось посещением Ахмеда различных национальных министерств, в частности, министерства иностранных дел, министерства сельского хозяйства, министерства социальных дел и министерства труда.

#### Подкомитеты на уровне министров
В мае 2014 года премьер-министр Ахмед назначил новые министерские подкомитеты в составе кабинета министров. Среди новых министерских подкомитетов — рабочие группы по экономическому развитию, национальной безопасности, политике, социальным вопросам и развитию услуг. Каждому подкомитету поручено контролировать деятельность в пределах своей соответствующей рабочей области. Кроме того, все проекты Кабинета министров в дальнейшем должны сначала обсуждаться на уровне подкомитетов.

#### Комиссия по пересмотру и осуществлению Конституции
В мае 2014 года премьер-министр Ахмед провёл заседание Совета министров, на котором была утверждена новая независимая Комиссия по пересмотру и осуществлению Конституции в составе пяти членов. Ахмед поддержал надзорный орган как важную инициативу в области государственного строительства и указал, что каждый из членов комиссии хорошо осведомлён о конституционных делах.

#### Закон о СМИ
1 сентября 2014 года на заседании под председательством премьер-министра Ахмеда федеральный кабинет одобрил новый законопроект о СМИ. Закон был одобрен Национальным союзом сомалийских журналистов и другими местными СМИ, которые призвали государственные учреждения придерживаться законопроекта после его реализации. Среди прочего, новый закон предлагает создание Независимого совета СМИ.

#### Операция «Индийский океан»
В августе 2014 года была начата операция «Индийский океан» под руководством правительства Сомали по очистке оставшихся очагов в сельской местности, удерживаемых повстанцами. 1 сентября 2014 года в результате удара американского беспилотника в рамках более широкой миссии погиб лидер «Аш-Шабааб» Ахмед Абди Годане. Власти США расценили этот рейд как серьёзную символическую и операционную потерю для группировки, а правительство Сомали предложило 45-дневную амнистию всем умеренным членам группы боевиков. Политические аналитики также предположили, что смерть командира повстанцев, вероятно, приведёт к фрагментации «Аш-Шабааб» и, в конечном итоге, к её роспуску. На сентябрьской конференции в Лондоне, посвящённой восстановлению Сомалийской национальной армии и укреплению местного сектора безопасности, премьер-министр Ахмед указал, что общая цель миссии состояла в том, чтобы к 2015 году захватить всю территорию, удерживаемую повстанцами.

#### Двустороннее соглашение Гароуэ
В октябре 2014 года премьер-министр Ахмед возглавил делегацию федерального правительства в автономном регионе Пунтленд. Она была принята в международном аэропорту Гароуэ высокопоставленными руководителями Пунтленда, включая президента Абдивели Мохамеда Али и вице-президента Абдихакима Абдуллахи Хаджи Омара, а затем вместе с различными членами международного сообщества присутствовали на хорошо организованной церемонии встречи в президентском дворце Пунтленда в Гароуэ. Впоследствии Ахмед был сопредседателем конференции по примирению в городе между прибывшими с визитом федеральными чиновниками и представителями Пунтленда во главе с президентом Али.
Трёхдневная встреча завершилась соглашением из 12 пунктов между заинтересованными сторонами, при этом посланник ООН в Сомали Николас Кей, посол ЕС Мишель Сервоне д’Урсо, представитель МОВР Мохамед Абди Афей и генеральный консул Эфиопии Асмалаш Волдамират выступили в качестве свидетелей. По словам федерального министра культуры и высшего образования Дуале Адана Мохамеда, пакт предусматривает, что недавнее трёхстороннее соглашение между Галмудугом и Химан и Хеб о создании нового центрального регионального государства в Сомали распространяется только на провинции Гальгудуд и южный Мудуг. В соответствии с пактом 2013 года, подписанным бывшим премьер-министром Сомали Абди Фарахом Ширдоном и бывшим президентом Пунтленда Абдирахманом Мохамедом Фароле, в двустороннем соглашении Гароуэ также говорится, что федеральные власти и власти Пунтленда будут работать вместе над формированием единой и всеобъемлющей национальной армии. Посол Николас Кей поддержал соглашение и призвал обе стороны работать в интересах общества, а представитель МОВР Мохамед Абди Афей Афей также поддержал усилия по примирению.

#### Вотум доверия
В октябре-ноябре 2014 года между премьер-министром Ахмедом и президентом Хасаном Шейхом Махмудом шёл спор из-за перестановок в кабинете министров.
25 октября премьер Ахмед переместил министра юстиции и конституционных дел Фараха Шейха Абдулкадира Мохамеда, члена Партии мира и развития и заместителя министра иностранных дел Махада Мохамеда Салада, а также других ключевых союзников президента Махмуда на другие должности в Совете министров. Махмуд немедленно выступил с заявлением, в котором объявлял перестановки в кабинете недействительными, утверждая, что с ним не консультировались по поводу этого шага. Он также приказал всем назначенным министрам продолжать свои обычные обязанности.
27 октября специальный посланник ООН в Сомали Николас Кей встретился с Махмудом и Ахмедом в комплексе Villa Somalia в безуспешной попытке заключить соглашение между двумя официальными лицами. Министр информации Пунтленда Абдивели Хирси Абдулле также предложил урегулировать спор конституционным путём, заявил, что региональная администрация Пунтленда готова выступить посредником между двумя федеральными лидерами, и призвал международных представителей сделать то же самое. Точно так же спикер федерального парламента Мохамед Осман Джавари заявил, что он уверен в том, что разногласия могут быть урегулированы по законным каналам.
В начале ноября посол ООН Николас Кей и представители ЕС Александр Рондос и Мишель Червоне выступили с отдельными заявлениями для прессы, в которых призвали президента Махмуда и премьер-министра Ахмеда отложить свои разногласия для общего блага и вместо этого продолжить работу по достижению целей, закреплённых в «Vision 2016». Кей также выразил озабоченность по поводу возможности подкупа голосов в связи с парламентским вотумом доверия и указал, что о любом таком потенциальном политическом сбое будет сообщено в Совет Безопасности ООН.
3 ноября президент Мохамуд выступил с заявлением, в котором заверил международное сообщество в неизменной приверженности его администрации реализации «Vision 2016». Он также призвал иностранных партнёров уважать суверенитет Сомали и позволить законодательному процессу протекать в соответствии с конституцией. 4 ноября во время специальной парламентской сессии несколько федеральных законодателей выразили разочарование заявлением посла Кея, попросив его либо извиниться, либо уйти с должности. Другие же законодатели из Пунтленда поддержали пресс-релиз Кея.
Президент Махмуд и премьер-министр Ахмед одновременно начали консультации с различными федеральными депутатами, чтобы заручиться поддержкой перед потенциальным вотумом доверия. 6 ноября специальный посланник МОВР в Сомали Абди Афей встретился с двумя лидерами, чтобы попытаться заключить соглашение, а также встретился со спикером парламента Мохамедом Османом Джавари. Кроме того, почти 100 депутатов одновременно заявили о вотуме недоверия премьер-министру Ахмеду.
9 ноября спикер федерального парламента Джавари и международные представители начали отдельные посреднические усилия в последней попытке урегулировать разногласия между президентом Махмудом и премьер-министром Ахмедом. Правительство Египта также призвало к срочному созыву комитета по Сомали в рамках Лиги арабских государств для оказания помощи в переговорах по примирению. 10 ноября Государственный департамент США выступил с заявлением, в котором также указывалось, что вотум доверия в парламенте будет контрпродуктивным. Вместо этого он призвал лидеров Федерального правительства Сомали объединиться и предложил властям США не присутствовать на конференции в Копенгагене по новому курсу Сомали до тех пор, пока федеральное сомалийское руководство будет разделено.
11 ноября законодатели собрались в парламенте, чтобы обсудить вотум недоверия. Впоследствии сторонники премьер-министра Ахмеда начали шуметь, практически исключив возможность обсуждения. Вследствие этого спикер федерального парламента Джавари отложил заседание на неопределённый срок. В этот же день представитель министерства иностранных дел и по делам Содружества Великобритании повторил призыв международного сообщества ко всем сомалийским партиям отказаться от своих разногласий, уважать парламентский протокол и работать вместе во имя национального блага. Из-за политической борьбы датское правительство также отменило запланированную встречу в Копенгагене между президентом Махмудом и членами мирового сомалийского сообщества в преддверии конференции «Новый курс» по Сомали. 14 ноября правительство США также предупредило, что сократит финансовую помощь Сомали, если высшие должностные лица федерального правительства Сомали не разрешат свои разногласия.
15 ноября вторая попытка провести вотум доверия парламента вновь потерпела неудачу. Более 100 депутатов исполнили государственный гимн и подняли плакаты в поддержку премьер-министра Ахмеда, что побудило спикера федерального парламента Джавари отложить заседание на неопределённый срок.
16 ноября депутаты, поддерживающие президента Махмуда, представили спикеру федерального парламента Джавари письмо с призывом созвать законодательный орган для проведения вотума доверия.
17 ноября 14 министров в составе кабинета из 50 членов подписали встречное прошение с просьбой к премьер-министру уйти в отставку в целях защиты национальных интересов. Считающиеся сторонниками президента, министерские чиновники также указали, что они сами уйдут со своих постов, если премьер откажется сделать это в течение 24 часов. 18 ноября премьер-министр Ахмед созвал первое за несколько недель заседание кабинета министров, после чего заместитель премьер-министра Ридван Херси Мохамед объявил, что любой министр, который не может работать с правительством, может уйти в отставку.
24 ноября третья попытка провести вотум доверия парламента закончилась хаосом. Законодатели, поддерживающие премьер-министра Ахмеда, уничтожили журнал посещаемости, а также свои копии ходатайства. Они также сразу же начали кричать, когда спикер федерального парламента Джавари вошёл в зал, что побудило законодательного лидера отложить заседание на неопределённый срок. Впоследствии Джавари выступил с заявлением о переносе всех парламентских заседаний до тех пор, пока не будет найдено прочное и эффективное решение разногласий.
24 ноября премьер-министр Ахмед опубликовал заявление, в котором указывалось, что он произвёл перестановки в кабинете министров, чтобы улучшить работу Совета министров и разрешить внутренние разногласия. Он также указал, что директива соответствовала статьям 100 (a) и (b) Временной конституции, и что указ президента о попытке аннулировать перестановки противоречил этим конституционным положениям. Кроме того, Ахмед утверждал, что последующий вотум недоверия был мотивирован неудовлетворением по поводу смены должности министра в кабинете. Он также предположил, что это предложение рассматривалось большинством законодателей и широкой общественностью как вызванное взяточничеством, что попытки вынести его на рассмотрение шли в обход правил и процедур парламента и что в конечном итоге это было препятствием на пути к достижению целей, закреплённых в Видение 2016. Ахмед также поблагодарил законодателей за противодействие этому предложению и аплодировал руководству Народной палаты за признание того, что это движение препятствует работе законодательного органа, и за призыв к примирительному диалогу для выхода из тупика.
4 декабря делегация Лиги арабских государств во главе с заместителем премьер-министра и министром иностранных дел Кувейта Сабахом аль-Халидом ас-Сабахом провела встречу в Могадишо с руководителями Федерального правительства, на которой они обсудили парламентское предложение и дела Лиги арабских государств. 6 декабря Федеральный парламент снова собрался для вынесения вотума доверия. 153 присутствующих депутата проголосовали за предложение, 80 проголосовали «против» и 2 воздержались, тем самым завершив срок Ахмеда на посту премьер-министра Сомали. Согласно конституции, президент Мохамуд должен назначить нового премьер-министра в течение месяца.
17 декабря 2014 года президент Махмуд назначил бывшего премьер-министра Омара Абдирашида Али Шармарка заместителем Ахмеда на посту премьер-министра. Ахмед согласился с назначением, поблагодарил своих сотрудников за их работу и призвал их помочь новому премьер-министру.

#### Национальная избирательная комиссия
В ноябре 2014 года премьер-министр Ахмед провёл внеочередное заседание кабинета министров в Могадишо, на котором Совет министров единогласно принял закон о создании независимой Национальной избирательной комиссии. По словам заместителя премьер-министра Ридвана Херси Мохамеда, новое законодательство представляет собой значительный шаг к реализации прогрессивных и демократических целей в рамках «Vision 2016», включая управление всеобщими выборами.

#### Комиссия по границам и федерализации
В ноябре 2014 года Ахмед председательствовал на специальном заседании Совета министров в столице, в ходе которого Кабинет министров единогласно принял закон о создании Комиссии по границам и федерализации. По словам заместителя премьер-министра Ридвана Херси Мохамеда, новый закон будет способствовать общенациональному процессу федерализации и представляет собой ещё один шаг к реализации «Vision 2016». Комиссия по границам и федерализации уполномочена определять границы входящих в страну федеральных государств-членов, а также проводить арбитраж между этими региональными государствами по их соответствующей юрисдикции.

### Внешняя политика

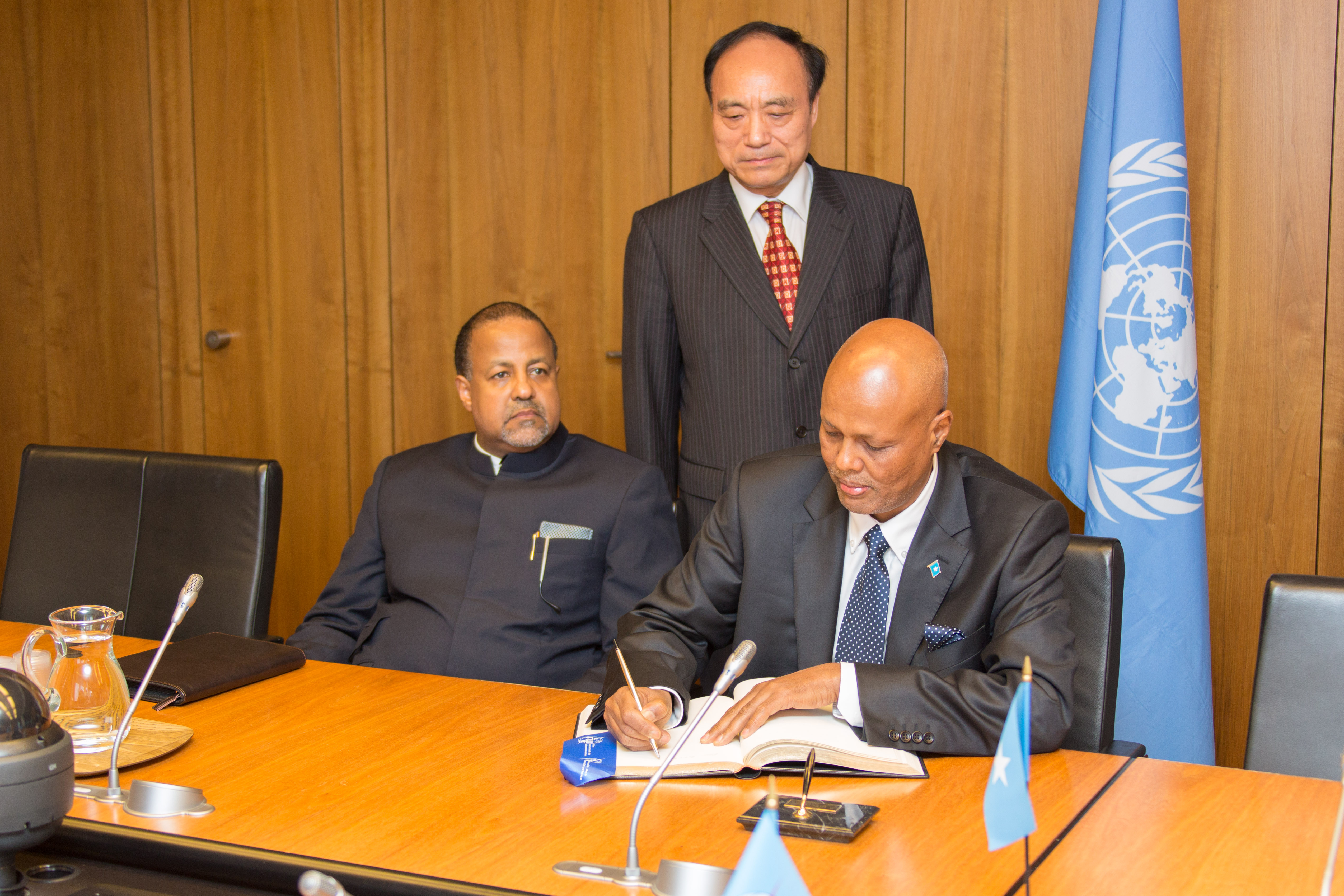
Премьер-министр Абдивели Шейх Ахмед в штаб-квартире Международного союза электросвязи в Женеве с послом Джибути Мохамедом Сиадом Дуале и заместителем Генерального секретаря МСЭ Хоулинем Чжао

#### Соглашения о сотрудничестве между Сомали и Эфиопией
В феврале 2014 года премьер-министр Ахмед возглавил сомалийскую делегацию в Аддис-Абебе, где прибывшие официальные лица встретились с премьер-министром Эфиопии Хайлемариамом Десаленью, чтобы обсудить укрепление двусторонних отношений между Сомали и Эфиопией. Ахмед высоко оценил роль Эфиопии в продолжающемся процессе установления мира и стабилизации в Сомали, а также её поддержку «Харакат аш-Шабаб». Он также приветствовал решение эфиопских военных присоединиться к АМИСОМ. Со своей стороны, Хайлемариам Десалень заверил, что его администрация будет и впредь поддерживать усилия по установлению мира и стабилизации в Сомали, а также заявил о её готовности содействовать инициативам, направленным на укрепление сомалийских сил безопасности посредством обмена опытом и обучения. Он также предложил Сомали и Эфиопии увеличить двустороннюю торговлю и инвестиции. Встреча завершилась подписанием трёхстороннего Меморандума о взаимопонимании, в котором говорится о продвижении партнёрства и сотрудничества, включая соглашение о сотрудничестве по развитию полиции, второе соглашение о сотрудничестве, охватывающее информационное поле, и третье соглашение о сотрудничестве в авиационном секторе.

#### Двустороннее сотрудничество Сомали и ОАЭ
В марте 2014 года премьер-министр Ахмед начал официальный трёхдневный визит в Объединённые Арабские Эмираты, чтобы обсудить укрепление двустороннего сотрудничества между двумя странами. В ходе переговоров с заместителем премьер-министра ОАЭ и министром по делам президента Шейхом Мансуром ибн Зайдом аль-Нахайяном власти Эмиратов подчеркнули свою приверженность идущему процессу постконфликтного восстановления в Сомали. Они также обязались оказывать помощь в наращивании потенциала и восстановлении государственных учреждений.

#### Конвенции МОТ
В марте 2014 года премьер-министр Ахмед обратился к Международной организации труда (МОТ) в её штаб-квартире в Женеве, Швейцария. Заседание завершилось ратификацией Ахмедом трёх основных конвенций МОТ от имени Федеративной Республики Сомали: Конвенции о свободе ассоциации и защите права на организацию, Конвенции о наихудших формах детского труда и Конвенции о праве на организацию и ведение коллективных переговоров. Ахмед также привлёк Сомали к программе достойного труда, которая направлена на защиту основных прав трудящихся, а также на создание устойчивых возможностей трудоустройства, особенно для молодёжи. Вместе с делегацией Ахмед провёл рабочий обед с Генеральным директором МОТ Гаем Райдером, во время которого официальные лица подчеркнули важность двустороннего и многостороннего сотрудничества. Впоследствии Ахмед представил брифинг о текущих событиях в Сомали и текущих операциях против «Аш-Шабааб».

#### Национальная индикативная программа
В июне 2014 года премьер-министр Ахмед и европейский комиссар по развитию Андрис Пиебалгс подписали в Брюсселе первую за 25 лет Национальную индикативную программу (НПИ) между Сомали и Европейским союзом. Эта программа предназначена для каждого государства-члена Африки, Карибского бассейна и Тихого океана, которое является стороной Соглашения Котону. В контексте Сомали программа была официально согласована с приоритетами и целями, изложенными в Соглашении о новом курсе 2013 года. Специальный посланник ЕС Мишель Червоне д’Урсо указал, что Европейский союз выделил 286 млн евро (400 млн. $) на продолжающийся процесс восстановления в Сомали.

#### Резервные силы Восточной Африки
В июне 2014 года премьер-министр Ахмед подписал соглашение во время саммита Африканского союза в Экваториальной Гвинее, в соответствии с которым Сомали входит в число стран-членов предполагаемых Резервных сил Восточной Африки (EASF).

#### Лондонская конференция по безопасности

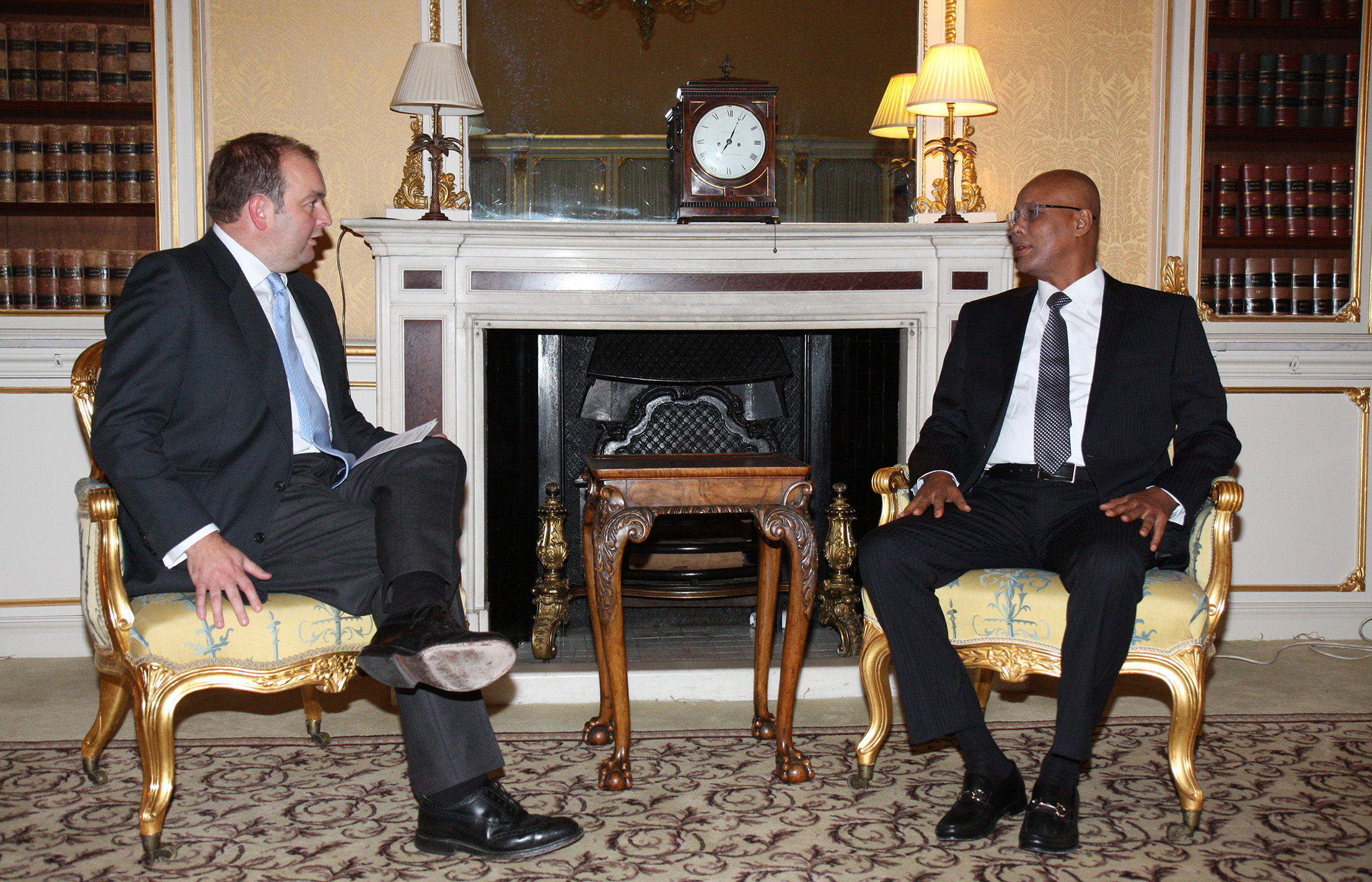
Бывший премьер-министр Ахмед с министром иностранных дел Великобритании Джеймсом Даддриджем на Лондонской конференции по безопасности, 2014 год

В сентябре 2014 года премьер-министр Ахмед возглавил правительственную делегацию Сомали на международной конференции в Лондоне. Саммит, организованный британским правительством и открытый премьер-министром Великобритании Дэвидом Кэмероном, был посвящён восстановлению Сомалийской национальной армии и укреплению сектора безопасности в Сомали. На нём также присутствовали министр информации Мустафа Духулоу, министр обороны Мохамед Шейх Хасан, командующий национальной армии Сомали генерал-майор Дахир Адан Эльми и другие высокопоставленные официальные лица. Ахмед представил участникам план своей администрации по развитию вооружённых сил Сомали, а также финансовое планирование, защиту прав человека, соблюдение эмбарго на поставки оружия и способы интеграции региональных ополченцев. Он также проинформировал участников об операции в Индийском океане против «Аш-Шабааб», проводимой правительством Сомали. По словам Ахмеда, конференция также была направлена на оптимизацию финансовой поддержки сомалийских вооружённых сил. Кэмерон, в свою очередь, указал, что на встрече была предпринята попытка наметить долгосрочный план обеспечения безопасности для усиления армии, полиции и судебной системы Сомали.

#### Конвенция ООН о правах ребёнка
В сентябре 2014 года министр юстиции и конституционных дел Фарах Шейх Абдулкадир Мохамед объявил, что Федеральное правительство Сомали приняло Конвенцию ООН о правах ребёнка. По словам премьер-министра Ахмеда, Сомали первоначально подписала соглашение в мае 2002 года, позже обязалась принять его в ноябре 2013 года и в конечном итоге выполнила это обязательство в сентябре 2014 года. По этому поводу Федеральный парламент теперь должен был ратифицировать закон.

## Сомалийский форум за единство и демократию
В феврале 2015 года Ахмед принял участие в первой Национальной конференции основателей Сомалийского форума за единство и демократию в штаб-квартире организации, Народном доме, в Могадишо. Основатели форума одновременно избрали Ахмеда новым председателем организации, бывшего министра здравоохранения Али Мохамеда Махмуда генеральным секретарём, а кандидата в президенты 2012 года Абдурахмана Маалина Абдуллахи, бывшего заместителя премьер-министра Хусейна Араба Иссе и учёного Абдишукура Шейха Хасана Фики в качестве заместителей. Они также подтвердили основополагающие принципы форума, обсудили и одобрили первоначальную шестимесячную программу организации, а также её временную конституцию.

## Профессиональное членство
Ахмед является членом нескольких профессиональных ассоциаций и сетей. Среди них:
- Арабо-африканские специалисты в области международного развития (AAIDP)
- Канадское экономическое общество
- Межучрежденческая группа доноров (IADG)
- Международная сеть развития животноводства и скотоводства (ILPN)